# Coleoxestia kuratai
Coleoxestia kuratai är en skalbaggsart som beskrevs av Eya och Chemsak 2005. Coleoxestia kuratai ingår i släktet Coleoxestia och familjen långhorningar.
Artens utbredningsområde är:
- El Salvador.
- Guatemala.
- Honduras.

Inga underarter finns listade i Catalogue of Life.